# Viaduc de Thouars
Le viaduc de Thouars est un viaduc ferroviaire de la ligne des Sables-d'Olonne à Tours, situé dans le département des Deux-Sèvres, en France et franchissant le Thouet. Construit par la société Eiffel, il a été mis en service en 1873. 

## Situation ferroviaire
Implanté sur la ligne des Sables-d'Olonne à Tours, ce viaduc ferroviaire enjambe le Thouet entre les communes de Thouars et de Saint-Jacques-de-Thouars.

## Histoire
L'idée de créer une ligne ferroviaire reliant Tours aux Sables-d'Olonne est envisagée dès 1854 par la Compagnie des chemins de fer de la Vendée,. La construction est confiée à la société Eiffel et les travaux sont dirigés par l'ingénieur Tyndall qui conçoit les plans des viaducs de toute la   ligne . Le viaduc est mis en service en 1873 par la compagnie ferroviaire. Il a notamment vocation à contribuer au développement économique et social de la région alors enclavée et qui va connaitre un important développement démographique.
Le pont a été conçu pour pouvoir recevoir un tablier supplémentaire pour porter une seconde voie pour anticiper un éventuel développement de la ligne ce qui arrive en 1887 avec la construction de la ligne Paris-Bordeaux passant par Thouars. Les trains franchissant le viaduc ayant des charges de plus en plus lourde, le tablier de celui-ci est renforcé par de nouvelles poutrelles métalliques et les piles métalliques sont noyées dans du béton et recouvertes de pierres de parement. 
Lors de la Seconde Guerre mondiale, les Allemands, lors de leur retraite à l'été 1944, bombardent et détruisent partiellement le pont mais celui-ci est reconstruit à compter de 1946. Durant cette reconstruction, un incendie se déclare dans les échafaudages en bois une nuit de janvier 1947. L'intervention de René Soré, chef d'entreprise, ancien résistant et 1er adjoint au maire de Thouars, permet de circonscrire l'incendie mais son geste lui coûte la vie,,.
Le viaduc fait la une de la revue La Vie du rail no 638 du 16 mars 1958.
En 2020, une dizaine de trains le franchissent quotidiennement, trains de voyageurs et de fret de pierres de carrières voisines.

## Caractéristiques

### Description générale
Le viaduc est initialement composé d'un seul tablier métallique d'environ 190 mètres de longueur reposant sur deux culées en maçonnerie et trois palées métalliques intermédiaires.
Un tablier supplémentaire est ajouté en 1887 puis, en 1914, les piles sont coulées dans du béton afin de supporter le passage de trains de plus grande envergure.

### Coût
L'ouvrage a coûté 623 280 francs.